# Prânzul fermierilor
Prânzul fermierilor (Almuerzo de campesinos) este unul dintre primele tablouri ale artistului spaniol Diego Velázquez. Pictat în ulei pe pânză în 1618, combină o natură moartă cu mâncare și băutură cu o prezentare a trei fermieri, a căror fizionomie artistul o studiază îndeaproape. Pictura arată un bărbat mai tânăr care gesticulează cu mâna dreaptă pentru a consolida povestea pe care o spune printre buzele sale pe jumătate deschise, iar un bărbat mai în vârstă ascultând atent în timp ce ține un potir spre o femeie, astfel încât să o poată reumple cu vin. Natura mortă include pește, pâine, un morcov, o lămâie și un vas de cupru.

## Istorie
Lucrarea nu a fost menționată înainte de 1795 când a fost găsită, probabil în colecția lui O’Crouley din Cádiz, unde a fost descrisă drept „o pânză în formatul unui peisaj cu o femeie de la munte împreună cu doi păstori. Este una dintre cele mai bune lucrări ale sale”. În 1897, a aparținut colecției lui A. Sanderson din Edinburgh, apoi a intrat în posesia muzeului din Budapesta în 1908 după o licitație la Christie's din Londra în același an.
Radiografia a scos la iveală o pocăință pe degetele mari ale tânărului din dreapta, ceea ce indică meticulozitatea pictorului. Pe de altă parte, capul acestui oaspete este o copie a Capul unui tânăr din profil de la Muzeul Ermitaj, deși nu este o replică fidelă: buza inferioară mai groasă și căzută este prezentă. Bătrânul care stă în față este același care apare în Prânzul de la Muzeul Ermitaj, o versiune anterioară pe același subiect.